# Mỹ Phước, Mang Thít
Mỹ Phước là một xã cũ thuộc huyện Mang Thít, tỉnh Vĩnh Long, Việt Nam.

## Địa lý
Xã Mỹ Phước nằm ở phía bắc huyện Mang Thít, có vị trí địa lý:
- Phía đông giáp xã An Phước
- Phía tây giáp xã Mỹ An
- Phía nam giáp xã Nhơn Phú
- Phía bắc giáp sông Cổ Chiên.

Xã Mỹ Phước có diện tích 10,47 km², dân số năm 1999 là 7.168 người, mật độ dân số đạt 685 người/km².

## Hành chính
Xã Mỹ Phước được chia thành 6 ấp: Cái Cạn, Cái Kè, Cái Tranh, Mỹ Điền, Mỹ Phú, Mỹ Thanh.

## Lịch sử
Ngày 6 tháng 12 năm 2019, Hội đồng Nhân dân tỉnh Vĩnh Long ban hành Nghị quyết 228/NQ-HĐND về việc sáp nhập toàn bộ ấp Cái Cạn 1 vào ấp Cái Cạn 2 thành ấp Cái
Cạn.